# Juan Hilarión Helguero Checa
Juan Hilarión Helguero Carrasco fue un hacendado y político peruano.
Fue propietario de las haciendas Ñómala y Pedregal en el Alto Piura. En 1886 fue elegido diputado por la provincia de Tumbes y reelecto en 1889, manteniéndose en el cargo hasta 1891.
En el año 1900 Helguero Carrasco junto con el párroco de la ciudad, R.P. Manuel Ríos, propusieron la necesidad de que los Salesianos de Don Bosco se instalasen en Piura y establecieran una escuela. Esta iniciativa luego tendría el apoyo de otro vecino piurano como Víctor Eguiguren Escudero. Esta intención se concretó con la participación del sacerdote salesiano R.P. Alfredo Sacchetti quien estuvo de paso por Piura y recibió el proyecto de convenio para la llegada de los salesianos y lo llevó a Turín, Italia, sede central de la congregación, para su aprobación.
Falleció el 5 de febrero de 1914 a los 77 años de cistitis purulenta en la ciudad de Piura. 